# Czystka etniczna

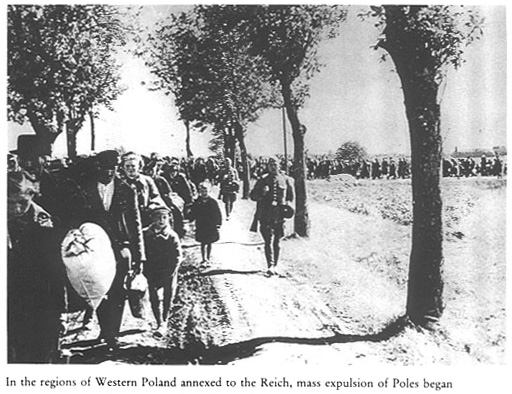
Masowa deportacja Polaków z terenów Polski zachodniej po aneksji dokonanej przez hitlerowskie Niemcy (1939)

Czystka etniczna (ang. ethnic cleansing) – jedna ze zbrodni przeciw ludzkości, która według rezolucji Komisji Praw Człowieka ONZ obejmuje deportację i przymusowe, masowe usuwanie lub wypędzanie osób z ich domów, jawne naruszanie praw tych osób w celu przemieszczenia lub zniszczenia grup narodowych, etnicznych, rasowych lub religijnych.